# Institut für Ständewesen
Das Institut für Ständewesen war ein sozialwissenschaftliches Forschungsinstitut und die zentrale Institution des sogenannten Spannkreises in der Zeit des Nationalsozialismus. Es existierte von 1933 bis 1936 in Düsseldorf. Das Leitungs- und das Lehrpersonal des Instituts bestand ganz überwiegend aus NSDAP-Mitgliedern, die zugleich einen von Othmar Spann konzipierten Ständestaat favorisierten. Anfänglich von höchster Ebene geduldet, wurde das Institut wegen Abweichung von der nationalsozialistischen Lehre 1936 geschlossen, seine Angehörigen wurden verfolgt.

## Vorgeschichte und Entstehung
Bereits in den 1920er-Jahren baute Spann systematisch enge Kontakte zu Anhängern in Deutschland auf. Einige seiner Schüler hatten dort inzwischen einflussreiche Posten in der Wirtschaft und nach der Machtübernahme der Nationalsozialisten auch in der NSDAP. Am 19. Mai 1933 wurde ihm und Walter Heinrich in Berlin eine Audienz bei Adolf Hitler gewährt. Dort wollten sie die Stände-Idee vortragen, was aber scheiterte. Noch am selben Tag erhielt jedoch der Großindustrielle Fritz Thyssen von Hitler die Zustimmung zur Gründung des Instituts für Ständewesen. Thyssen wurde dann auch zum Hauptförderer des Instituts, das er als das seine ansah. Er fungierte als Vorsitzender des Kuratoriums.
Die Leitung lag anfangs beim Spann-Vertrauten Walter Heinrich, dann beim Düsseldorfer Juristen und Wirtschaftsberater Paul Karrenbrock. Das Institut bot Lehrgänge und Wochenendseminare für Führungskräfte aus Wirtschaft, Verwaltung und NSDAP an. Es war im Wilhelm-Marx-Haus, heute Heinrich-Heine-Allee 53, untergebracht. Anfangs wollte Walter Heinrich die Zeitschrift Ständisches Leben (Berlin–Wien) zum Publikationsorgan des Instituts machen, doch dann entschied man sich für die  Braune Wirtschaftspost (Berlin–Düsseldorf).

## Verbot
Konflikte mit Führungskräften der NSDAP führten 1936 zur Schließung des Instituts. Einerseits wurden Instituts-Mitarbeitern Abweichungen vom und auch Gegenpositionen zum Parteiprogramm der NSDAP vorgeworfen. Andererseits hatte Robert Ley im August 1933 zwei konkurrierende, ständisch orientierte Schulen für die Deutsche Arbeitsfront gegründet. Besonders eine Schrift, die Karrenbrock zur „Judenfrage“ verfasst hatte, spitzte den Konflikt zu. Die Schrift wurde verboten, ihr Autor verhaftet.
Justus Beyer wurde auf das Institut angesetzt und verfasste 1936 eine vertrauliche Expertise für den Sicherheitsdienst der SS. Darin heißt es:
„Anstatt ein Institut nach den Richtlinien des Führers mit Nationalsozialisten aufzubauen, wurde durch den Spannkreis der nationalsozialistischen Bewegung ein Institut unterschoben, dessen Aufgaben von vornherein festlagen und sich mit den Absichten des Führers nicht deckten. Dieses Institut war deshalb nicht in der Lage, ein brauchbares, nationalsozialistisches ständisches Programm auszuarbeiten. Das bedeutete: das Institut, das zum Mittelpunkt des Kampfes gegen die Feinde des Nationalsozialismus in der Wirtschaft hätte werden sollen, wird selbst zum Sammelpunkt gegnerischer Kräfte.“
Der Besuch von Veranstaltungen des Instituts für Ständewesen wurde verboten, Institutsangehörige aus der NSDAP ausgeschlossen, verhaftet und inhaftiert, manche wurden in Konzentrationslager verschleppt. Im April 1936 wurde das Institut offiziell geschlossen.